# عزلة الغربي (المحويت)
عزلة الغربي هي إحدى عزل مديرية الطويلة في محافظة المحويت اليمنية ويبلغ تعداد سكانها 3046 نسمة حسب التعداد السكاني في اليمن لعام 2004.